# Svetozar Gligorić
Svetozar Gligorić (Belgrado, 2 febbraio 1923 – Belgrado, 14 agosto 2012) è stato uno scacchista e giornalista serbo, fino al 1992 jugoslavo, grande maestro.
È considerato il giocatore più rappresentativo e popolare della Jugoslavia nel ventennio dopo il 1946. Vinse undici volte il campionato jugoslavo nel periodo dal 1947 al 1965. Partecipò diverse volte alle selezioni per il campionato del mondo di scacchi.
Imparò a giocare a scacchi a undici anni; rimasto senza genitori in età adolescenziale, venne preso con sé dal dott. Miljanić, presidente del circolo scacchistico di Belgrado, con la famiglia del quale - prima del bombardamento della città durante la seconda guerra mondiale - riparò in Montenegro. Gligorić si arruolò nei partigiani e alla fine della guerra divenne giornalista. Divenne così famoso che nel 1957 a Dallas l'emigrazione jugoslava organizzò un attentato contro di lui, fortunatamente fallito. Alla fine degli anni '50 era considerato il miglior scacchista al di fuori dell'Unione Sovietica.
Profondo conoscitore della teoria delle aperture, in particolare di impianti moderni come la difesa est-indiana e la difesa siciliana, è stato autore di partite entrate nelle antologie per profondità di concezione e brillantezza di svolgimento.
Il suo approccio psicologico verso la partita è riassunto nel suo motto «gioco contro i pezzi» (il titolo del suo libro "I play against pieces"), intendendo dire che non aveva ostilità verso l'avversario e non si curava degli aspetti psicologici, considerando unicamente la posizione sulla scacchiera.
È stato un grande promotore e divulgatore del gioco degli scacchi in Jugoslavia, in virtù dei libri che scrisse e dei commenti televisivi a tornei e incontri che le reti televisive del Paese seguivano alla stregua di sfide di calcio.
In tarda età si avvicinò al mondo della musica, diventando anche compositore.

## Principali risultati
1945   1º al campionato della Bulgaria (fuori concorso)

1946   1º nel torneo di Lubiana

1947   1º a Varsavia 
1948   2º a Budapest, ammesso al torneo interzonale 
1950   1º a Mar del Plata 
1951   1º a Londra e 1º al torneo zonale di Bad Pyrmont 
1952   1º ad Hastings 1951-52, = 5º nel torneo interzonale di Stoccolma, 3º a L'Avana, 1º a Hollywood 
1953   1º a Mar del Plata, 1º a Rio de Janeiro, 1º a Montevideo 
1955   2º a Buenos Aires, 3º a Mar del Plata 
1956   4º a Mosca 
1957   1º-2º ad Hastings 1956-57, 2º-3º a Dublino, 1º-2º a Dallas 
1958   2º ad Hastings 1957-58, 2º all'interzonale di Portorose 
1959   2º a Zurigo 
1960   1º ad Hastings 1959-60, 1º ad Asunción, 1º-4º a Madrid 
1961   1º ad Hastings 1960-61, 1º-2º a Torremolinos, 1º-2º a Sarajevo, 3º a Zurigo

1962   2º ad Hastings 1961-62, 1º-2º a Sarajevo, 1º a Belgrado 
1963   1º-2º ad Hastings 1962-63 

1963   1º allo zonale di Enschede, 2º-5º a Sarajevo, 3º a Mosca 
1964   2º ad Hastings 1963-64 
1965   2º-3º ad Hastings 1964-65, 2º-4º a Netanya, 1º-3º a Copenaghen 
1966   1º a Tel Aviv, 1º allo zonale dell'Aia 

1967   1º a Dundee, 2º-3º a Budua, 5º-6º all'Avana, 2º-4º all'interzonale di Susa 

1968   5º a Palma di Maiorca, perde 3 ½ a 5 ½ il match dei candidati con Michail Tal' 

1969   2º ad Hastings 1968-69, 2º a Lubiana, 3º all'Avana, 1º-3º allo zonale di Praia de Rocha, 1º-4º a Belgrado

1970   3º ad Hastings 1969-70, 3º-4º a Lugano, 2º-5º a Zagabria, 2º-4º a Vinkovci

### Risultati alle olimpiadi
Gligorić ha giocato per la Jugoslavia in quindici olimpiadi dal 1950 al 1982, 13 volte in prima scacchiera, col risultato complessivo di + 88 = 109 – 26 (63,9 %).
Ha vinto in totale 13 medaglie:
- medaglia d'oro di squadra alle olimpiadi di Ragusa di Dalmazia 1950
- medaglia d'oro individuale in 1ª scacchiera alle olimpiadi di Monaco 1958
- 6 medaglie d'argento di squadra
- 5 medaglie di bronzo di squadra